# Queso Maribo
Maribo es un queso danés semiduro elaborado con leche de vaca. Lleva el nombre de la ciudad de Maribo en la isla de Lolandia en Dinamarca. Tiene un interior firme y seco; una textura cremosa; y muchos agujeros pequeños e irregulares. Su corteza es de tono tostado pálido y se encuentra cubierto de cera amarilla. Su sabor es picante, y a veces se sazona con semillas de alcaravea.